# Ерёменко, Василий Васильевич
Василий Васильевич Ерёменко — советский хозяйственный, государственный и политический деятель, Герой Социалистического Труда.

## Биография
Родился в 1923 году в селе Новая Шульба. Член КПСС с года.
Участник Великой Отечественной войны, командир отделения отдельного учебного батальона 8-й стрелковой дивизии Брянского фронта. С 1944 года — на хозяйственной, общественной и политической работе. В 1944—1994 гг. — ответственный организатор Новошульбинского райкома комсомола, райкома Компартии Казахстана, председатель колхоза имени Ленина Новошульбинского района Семипалатинской области Казахской ССР.
За большие успехи, достигнутые во Всесоюзном социалистическом соревновании, и проявленную трудовую доблесть в выполнении принятых обязательств по увеличению производства и продажи государству зерна и других продуктов земледелия в 1973 году удостоен звания Героя Социалистического труда указом Президиума Верховного Совета СССР от 10 декабря 1973 года с вручением ордена Ленина и золотой медали «Серп и Молот».
Избирался депутатом Верховного Совета Казахской ССР ряда созывов.
Умер в Новой Шульбе в 2009 году.